# 2393 Судзукі
2393 Судзукі (2393 Suzuki) — астероїд головного поясу, відкритий 17 листопада 1955 року.
Тіссеранів параметр щодо Юпітера — 3,134.
Названо на честь Судзукі (яп. すずき(鈴木) судзукі).